# Clubiona hedini
Clubiona hedini là một loài nhện trong họ Clubionidae.
Loài này thuộc chi Clubiona. Clubiona hedini được Ehrenfried Schenkel-Haas miêu tả năm 1936.